# 松江区民办茸一中学
松江区民办茸一中学创办于1993年6月，是一所由松江一中校友会主办的民办初级中学。
原为完全中学，但该校已于2007年停止高中部招生，原高中部设立在位于松汇中路的松江一中校内。